# 中林伸一
中林 伸一（なかばやし しんいち）は日本の財政学者、国際経済学者、財務官僚。専門は財政学、国際経済、財政改革。

## 略歴
- 1986年3月：東京大学経済学部卒業。
- 1986年4月：大蔵省に入省。国際金融局国際機構課に配属[1]。
- 1988年6月：国際金融局付（オックスフォード大学へ留学）。
- 1990年7月：主税局国際租税課租税協定第一係長[2]。
- 1992年7月10日：名古屋国税局関税務署長。
- 1993年7月：大臣官房文書課広報室課長補佐（広報）。
- 1994年7月：財政金融研究所国際交流室長補佐。
- 1996年7月：経済企画庁物価局物価調整課長補佐。
- 1998年7月：経済協力開発機構（OECD）日本政府代表部一等書記官。
- 2000年：経済協力開発機構（OECD）金融資本市場委員会、保険委員会ビューロー・メンバー。
- 2001年7月：金融庁証券取引等監視委員会事務局総括調整官。
- 2002年7月：財務省大臣官房企画官 兼 大臣官房文書課広報企画調整官。
- 2003年7月：大臣官房企画官 兼 大臣官房総合政策課。
- 2004年6月16日：派遣職員（国際通貨基金（IMF）アジア太平洋局審議役（財政金融政策のサーベイランス担当））。
- 2007年7月13日：大臣官房付。
- 2007年7月25日：農林水産省生産局畜産部畜産企画課畜産総合推進室長。
- 2008年7月：東京大学公共政策大学院教授。
- 2022年8月：財務総合政策研究所副所長。
- 2022年11月：財務省大臣官房付派遣職員（国際通貨基金）
- 2023年3月：退官
- 2023年4月：国際通貨基金シンガポール研修所マクロ経済・金融政策アドバイザー[3]